# Coup d'État de 1963 au Guatemala
Guerre froide
Le coup d'État de 1963 au Guatemala est une prise de pouvoir réussie, soutenue par les États-Unis, par l'armée guatémaltèque, dirigée par le colonel Enrique Peralta Azurdia, qui renverse l'administration de Miguel Ydígoras Fuentes. La junte militaire dirigée par le colonel gouverne le pays jusqu'au rétablissement du régime civil en 1966, remettant pacifiquement le pouvoir à Julio César Méndez Montenegro le 1er juillet.

## Causes
Les objectifs du coup d'État, initié et soutenu par l'administration Kennedy, ne sont pas de destituer le président démocratiquement élu Miguel Ydígoras Fuentes, un anticommuniste convaincu, mais plutôt d'empêcher la victoire électorale imminente de Juan José Arévalo lors des prochaines élections de novembre, qui est perçu comme communiste. Lors d'une réunion tenue par le président américain John F. Kennedy et ses principaux conseillers, l'ambassadeur américain au Guatemala John O. Bell plaide en faveur d'un coup d'État contre le pays latino-américain, insistant sur le fait que l'élection d'Arévalo doit être empêchée à tout prix. Son point de vue est contesté par Teodoro Moscoso, administrateur de l'Alliance pour le progrès, une initiative américaine promouvant la démocratie et le développement en Amérique latine. Moscoso soutient que même si Arévalo est membre de la gauche démocratique, il n'est pas communiste et ne représente pas une plus grande menace que d'autres personnalités de gauche démocratiques non communistes telles que le président vénézuélien Rómulo Betancourt et le gouverneur portoricain Luis Muñoz Marín, qui mettent également en œuvre des réformes progressistes pendant leur règne. Malgré l'opposition interne à l'idée, le "bloc putschiste" prévaut quand même, conduisant au coup d'État réussi du colonel Enrique Peralta Azurdia.

## Coup d'État
Le coup d'État anti-arévaliste, visant à empêcher l'ancien président Juan José Arévalo de reprendre le pouvoir (1945-1951), est principalement exécuté par deux garnisons militaires dans la capitale nationale de Guatemala City, Guardia De Honor et Mariscal Zavala, et dirigé par deux personnalités militaires : le colonel Enrique Peralta Azuria, ministre de la Défense sous l'administration Ydígoras, et le colonel Catalino Chavez, premier président désigné. La tentative de coup d'État sans effusion de sang commence le 26 mars, avec la déclaration de l'état de siège qui suspend les protections constitutionnelles. Trois jours plus tard, le 29 mars, le ministre de la Défense Peralta Azurdia annonce la fermeture de l'aéroport national et l'interdiction de toute réunion publique, ajoutant que des "manœuvres militaires" seront menées à l'intérieur et à l'extérieur de la ville de Guatemala du 30 au 31 mars. Comme annoncé, la tentative de coup d'État est finalement lancée tard le 30 mars, avec des coups de feu entendus dans les rues de la capitale vers 20 h 0. Le lendemain à 6 h 0 du matin, l'armée diffuse un communiqué radiophonique déclarant que le président est renversé et que le colonel Enrique Peralta Azurdia assumera la direction "pour le bien de la nation". Il est promis que les droits constitutionnels seront rétablis une fois que "la nation sera prête" et que "les extrémistes auront été éradiqués".

## Conséquences
Le 30 mars 1964, la junte militaire lève l'état de siège en vigueur depuis le coup d'État, annonçant également des élections à l'Assemblée constituante (en) pour le 24 mai. Deux partis politiques sont autorisés à participer : le Parti révolutionnaire (en) de centre-gauche et le Mouvement de libération nationale de droite. En 1965, une nouvelle constitution est approuvée. Le 6 mars ont lieu des élections générales remportées par Julio César Méndez Montenegro. Le 1er juillet, l'armée cède le pouvoir de manière pacifique au profit de la nouvelle administration civile.